# Свами Джи Махараджи
Свами Джи Махараджи (Свами Шив Даял Сингх Джи, Соами Джи, 1818—1878, Индия) — святой Индии. Был духовным преемником Тулси Сахиба.

## Биография
Родители Свами Джи были учениками хатрасского Святого и часто посещали его дом ради его Даршана. Перед рождением старшего ребенка он пророчествовал, что вскоре в их доме должен появиться великий Святой, а после его рождения он сказал родителям, что им больше нет необходимости приходить в Хатрас, ибо Всемогущий Господь появился среди них Хатрасский Святой принимал глубокое и живое участие в формировании жизни Свами Джи по своему собственному образу. Он дал посвящение ребенку в очень юном возрасте. В последние дни своей жизни Свами Джи сказал своим ученикам, что он практиковал Внутреннюю Науку с возраста шести лет. Перед своей кончиной в 1843 году Тулси Сахиб передал своё духовное наследие Свами Джи. Баба Гариб Дас, один из первых учеников Тулси Сахиба, подтвердил, что его мастер вручил свою духовную мантию Свами Джи. Свами Джи пришлось провести пятнадцать лет своей жизни в почти непрерывной абхьяса (медитации) в маленьком чулане. После кончины Тулси Сахиба Свами Джи продолжал посещать Хатрас, чтобы почтить память своего наставника. Вскоре Свами Джи перенес место своих бесед в свой частный дом в Пунни Гали и продолжал свои беседы о Грант Сахиб.

## Линия преемственности СУРАТ ШАБД ЙОГИ
От учителю к ученику
Учения сурат-шабд-йоги и сант мат.
- Сант Кабир Сахиб
- Гуру Нанак
- Гуру Ангад
- Гуру Амар Дас
- Гуру Рам Дас
- Гуру Арджан Дев
- Гуру Хар Гобинд
- Гуру Хар Рай
- Гуру Хар Кришан
- Гуру Тегх Бахадур
- Гуру Гобинд Сингх
- Ратнагар Рао Джи
- Сант Тулси Сахиб
- Свами Джи Махараджи
- Баба Джаймал Сингх
- Хазур Баба Саван Сингх
- Сант Кирпал Сингх

Сант Кирпал Сингх не оставил после себя официального преемника.